# Mario Cartelli
Mario Cartelli (Karviná, 16 novembre 1979) è un ex hockeista su ghiaccio ceco, in possesso anche del passaporto italiano.

## Carriera

### Club
Cresciuto hockeisticamente dapprima nella squadra della sua città natale, l'SK Karvina, poi nelle giovanili dell'HC Olomouc (con la cui prima squadra ha esordito in Extraliga nella stagione 1996-1997) e dell'HC Trinec, fu scelto dagli Atlanta Thrashers all'NHL Entry Draft 2001, ma non arriverà mai a giocare in NHL.
Ha giocato per quasi tutta la carriera in squadre ceche: in Extraliga ha vestito le maglie delle già citate HC Olomouc (1996-1997) ed HC Trinec (dal 1998 alla metà della stagione 2001-2002; per la prima parte della stagione 2002-2003; nel 2009-2010 e nei primi otto incontri della stagione successiva; ed infine nella stagione 2011-2012), anche di HC Kladno (ultima parte della stagione 2001-2002), HC Havirov (seconda parte della stagione 2002-2003) ed HC Plzen (dal 2003 al 2009), per complessivi 583 incontri.
Nella seconda serie ha invece giocato complessivamente 99 incontri difendendo i colori di HC Olomouc (nel 1997-1998 e per tre incontri nella stagione successiva, per la prima parte della stagione 2012-2013 e per l'intera stagione 2013-2014), HC Prostejov (tre incontri nel 2001-2002), HC Berounsti Medvedi (un incontro nella stagione 2005-2006) e HC Hradec Kralove (tre incontri nella stagione 2011-2012).
Le uniche due brevi esperienze all'estero sono state nell'Extraliga slovacca con l'HC Slovan Bratislava nella stagione 2010-2011, e nella massima serie italiana, dove ha vestito la maglia del Fassa dal dicembre 2012 al termine di quella stagione.
Ha annunciato il ritiro nel maggio del 2014.

### Nazionale
Con la nazionale ceca Under 18 ha disputato un campionato europeo (1997, chiuso al quinto posto), mentre con quella Under 20 un campionato del mondo (1999, settimo posto finale).
Dal 2000 al 2002 ha fatto anche parte del giro della nazionale maggiore, con cui ha preso parte a due edizioni dell'Euro Hockey Tour (2000-2001 e 2001-2002).